# スカパー! ドラマティック・サヨナラ賞
スカパー! ドラマティック・サヨナラ賞は、日本プロ野球（日本野球機構とその傘下のセントラル・リーグ、パシフィック・リーグ）、ならびにスカパーJSATが共同で主催し、2009年から表彰する賞。通称「サヨナラ賞」。

## 表彰の概要
そのシーズンの公式戦（セ・パ交流戦も含み、クライマックスシリーズ・日本シリーズを除く）全試合において、最もファンの感動・印象度が高いとされるサヨナラ打を記録した選手に対し、セ・パそれぞれのリーグから1名ずつをコミッショナーが選び、受賞した選手にはスカパー!より賞金200万円と副賞記念品を贈呈するというものである。
2012年より、これまでの「スカパー! ドラマティック・サヨナラ賞」を「スカパー! ドラマティック・サヨナラ賞 年間大賞」と名称変更し、新たに月間賞にあたる月間「スカパー! サヨナラ賞」を新設した。「スカパー! サヨナラ賞」は賞金30万円およびトロフィーが贈呈される。なお、年間大賞の選考対象は月間賞の受賞者に限らない。
月間賞の対象試合について、3月の試合は4月の試合と統合して3・4月度として表彰の対象となる一方で、10月の試合は月間賞の対象にならなかった（年間大賞の対象ではある）が、2017年より10月に試合がある場合は9月の試合と統合して9・10月度として表彰の対象となった。これは月間MVPと同様である。
新型コロナウイルス感染症流行の影響で開幕が大幅に遅れ、試合数の縮小もされた2020年の月間賞は、6月分と7月分、10月分と11月分がまとめられ、年間で4回のみの表彰となる。

## 歴代受賞者

### 年間大賞
|      | セントラル・リーグ | セントラル・リーグ | セントラル・リーグ                                                   | パシフィック・リーグ | パシフィック・リーグ | パシフィック・リーグ                                                    |
| 年   | 名前               | 所属               | 選考理由                                                             | 名前                 | 所属                 | 選考理由                                                                |
| ---- | ------------------ | ------------------ | -------------------------------------------------------------------- | -------------------- | -------------------- | ----------------------------------------------------------------------- |
| 2009 | 亀井義行           | 巨人               | 4月25日対中日5回戦、9回裏無死一・二塁から代打逆転サヨナラ3点本塁打   | 井口資仁             | ロッテ               | 4月16日対楽天3回戦、10回裏一死満塁からサヨナラ満塁本塁打                |
| 2010 | 天谷宗一郎         | 広島               | 8月27日対巨人18回戦、11回裏二死一・二塁から逆転サヨナラ3点本塁打     | 小久保裕紀           | ソフトバンク         | 9月18日対西武22回戦、11回裏二死一塁からサヨナラ2点本塁打                |
| 2011 | 長野久義           | 巨人               | 10月22日対横浜24回戦、9回裏無死満塁から代打逆転サヨナラ満塁本塁打    | 松田宣浩             | ソフトバンク         | 4月17日対西武1回戦、9回裏二死二塁からサヨナラ2点本塁打                  |
| 2012 | 和田一浩           | 中日               | 6月8日対楽天3回戦、9回裏一死二塁から逆転サヨナラ2点本塁打            | 中田翔               | 日本ハム             | 4月15日対楽天3回戦、9回裏無死からサヨナラソロ本塁打                     |
| 2013 | 長野久義           | 巨人               | 8月29日対阪神20回戦、10回裏無死からサヨナラソロ本塁打                | 浅村栄斗             | 西武                 | 8月7日対日本ハム16回戦、9回裏二死一・二塁から逆転サヨナラ3点本塁打      |
| 2014 | 福留孝介           | 阪神               | 7月22日対巨人14回戦、12回裏二死からサヨナラソロ本塁打                | 松田宣浩             | ソフトバンク         | 10月2日対オリックス24回戦、10回裏一死満塁からサヨナラ安打               |
| 2015 | 雄平               | ヤクルト           | 10月2日対阪神25回戦、11回裏二死一・三塁からサヨナラ安打              | 柳田悠岐             | ソフトバンク         | 8月11日対オリックス17回戦、9回裏二死一・二塁から逆転サヨナラ3点本塁打   |
| 2016 | 鈴木誠也           | 広島               | 6月18日対オリックス2回戦、9回裏一死一・三塁から逆転サヨナラ3点本塁打 | 吉村裕基             | ソフトバンク         | 4月17日対楽天5回戦、12回裏無死一塁からサヨナラ2点本塁打                 |
| 2017 | 宮﨑敏郎           | DeNA               | 8月22日対広島18回戦、9回裏無死からサヨナラソロ本塁打                 | 栗山巧               | 西武                 | 8月17日対楽天18回戦、9回裏二死一・二塁から代打サヨナラ3点本塁打         |
| 2018 | 下水流昂           | 広島               | 7月20日対巨人14回戦、10回裏二死一塁から逆転サヨナラ2点本塁打         | 森友哉               | 西武                 | 4月18日対日本ハム5回戦、9回裏無死満塁から逆転サヨナラ二塁打             |
| 2019 | 髙山俊             | 阪神               | 5月29日対巨人9回戦、12回一死満塁から代打サヨナラ満塁本塁打           | 鈴木大地             | ロッテ               | 6月16日対中日2回戦、9回裏二死満塁から逆転サヨナラ安打                   |
| 2020 | 西浦直亨           | ヤクルト           | 6月25日対阪神3回戦、9回裏二死一・二塁から代打逆転サヨナラ3点本塁打   | 井上晴哉             | ロッテ               | 10月13日対楽天19回戦、9回裏一死一塁からサヨナラ二塁打                   |
| 2021 | 坂倉将吾           | 広島               | 9月7日対中日18回戦、9回裏二死一・二塁から逆転サヨナラ3点本塁打       | 岡大海               | ロッテ               | 10月5日対ソフトバンク22回戦、9回裏二死一塁からサヨナラ2点本塁打         |
| 2022 | 丸山和郁           | ヤクルト           | 9月25日対DeNA24回戦、9回裏一死二塁から優勝を決めるサヨナラ二塁打     | 宗佑磨               | オリックス           | 9月19日対ソフトバンク25回戦、10回裏二死満塁からサヨナラ安打             |
| 2023 | 坂本勇人           | 巨人               | 6月16日対楽天1回戦、9回裏無死二・三塁から逆転サヨナラ3点本塁打       | 角中勝也             | ロッテ               | 7月24日対ソフトバンク13回戦、9回裏二死一塁から代打逆転サヨナラ2点本塁打 |
| 2024 | 長岡秀樹           | ヤクルト           | 7月28日対広島14回戦、9回裏二死二・三塁から逆転サヨナラ2点適時二塁打  | 小川龍成             | ロッテ               | 7月30日対西武12回戦、9回裏二死満塁からサヨナラ内野安打                  |

### 月間賞
太字は年間大賞受賞者。
|      |          | セントラル・リーグ | セントラル・リーグ | セントラル・リーグ                                                        | パシフィック・リーグ | パシフィック・リーグ | パシフィック・リーグ                                                                       |
| 年   | 月       | 名前               | 所属               | 選考理由                                                                  | 名前                 | 所属                 | 選考理由                                                                                   |
| ---- | -------- | ------------------ | ------------------ | ------------------------------------------------------------------------- | -------------------- | -------------------- | ------------------------------------------------------------------------------------------ |
| 2012 | 3・4月   | 中村紀洋           | DeNA               | 4月15日対巨人2回戦、11回裏一死三塁からサヨナラ2点本塁打                   | 田中賢介             | 日本ハム             | 3月31日対西武2回戦、9回裏一死一・三塁からサヨナラ安打                                      |
| 2012 | 5月      | 森野将彦           | 中日               | 5月30日対オリックス1回戦、10回裏一死からサヨナラソロ本塁打                | A.バルディリス       | オリックス           | 5月1日対ロッテ3回戦、9回裏一死一塁から逆転サヨナラ2点本塁打                                |
| 2012 | 6月      | 和田一浩           | 中日               | 6月8日対楽天3回戦、9回裏一死二塁から逆転サヨナラ2点本塁打                 | M.ホフパワー         | 日本ハム             | 6月16日対ヤクルト3回戦、9回裏一死満塁から代打サヨナラ犠飛                                  |
| 2012 | 7月      | 石原慶幸           | 広島               | 7月13日対中日13回戦、9回裏一死満塁からサヨナラスクイズ                    | 枡田慎太郎           | 楽天                 | 7月10日対オリックス10回戦、10回裏二死一・二塁からサヨナラ3点本塁打                         |
| 2012 | 8月      | 阿部慎之助         | 巨人               | 8月19日対広島18回戦、9回裏無死からサヨナラソロ本塁打                      | 柳田悠岐             | ソフトバンク         | 8月16日対ロッテ16回戦、10回裏無死からサヨナラソロ本塁打                                    |
| 2012 | 9月      | 新井良太           | 阪神               | 9月2日対広島22回戦、11回裏二死一塁からサヨナラ2点本塁打                   | 松井稼頭央           | 楽天                 | 9月24日対ソフトバンク21回戦、10回裏一死一塁からサヨナラ2点本塁打                           |
| 2013 | 3・4月   | 福留孝介           | 阪神               | 4月19日対ヤクルト4回戦、12回裏二死満塁からサヨナラ満塁本塁打              | 松田宣浩             | ソフトバンク         | 4月11日対オリックス3回戦、11回裏一死からサヨナラソロ本塁打                                 |
| 2013 | 5月      | 畠山和洋           | ヤクルト           | 5月17日対ロッテ1回戦、9回裏無死満塁から逆転サヨナラ満塁本塁打             | 浅村栄斗             | 西武                 | 5月31日対ヤクルト3回戦、9回裏二死一・三塁からサヨナラ3点本塁打                             |
| 2013 | 6月      | M.マートン         | 阪神               | 6月9日対ロッテ4回戦、9回裏無死一塁から逆転サヨナラ2点本塁打               | 髙橋信二             | オリックス           | 6月28日対楽天8回戦、9回裏二死満塁から逆転サヨナラ二塁打                                    |
| 2013 | 7月      | 丸佳浩             | 広島               | 7月26日対ヤクルト11回戦、10回裏二死一・二塁からサヨナラ安打               | 嶋基宏               | 楽天                 | 7月26日対ロッテ11回戦、9回裏一死満塁からサヨナラ安打                                       |
| 2013 | 8月      | 長野久義           | 巨人               | 8月29日対阪神20回戦、10回裏無死からサヨナラソロ本塁打                     | 浅村栄斗             | 西武                 | 8月7日対日本ハム16回戦、9回裏二死一・二塁から逆転サヨナラ3点本塁打                         |
| 2013 | 9月      | 石原慶幸           | 広島               | 9月17日対阪神21回戦、9回裏無死からサヨナラソロ本塁打                      | 片岡治大             | 西武                 | 9月25日対楽天21回戦、9回裏二死二塁からサヨナラ2点本塁打                                    |
| 2014 | 3・4月   | B.エルドレッド     | 広島               | 4月27日対巨人6回戦、11回裏無死一・三塁からサヨナラ3点本塁打               | A.ジョーンズ         | 楽天                 | 4月22日対西武4回戦、12回裏無死からサヨナラソロ本塁打                                       |
| 2014 | 5月      | 梵英心             | 広島               | 5月13日対阪神7回戦、12回裏無死からサヨナラソロ本塁打                      | 加藤翔平             | ロッテ               | 5月20日対ヤクルト1回戦、10回裏二死一・二塁からサヨナラ3点本塁打                            |
| 2014 | 6月      | 嶺井博希           | DeNA               | 6月21日対西武3回戦、10回裏二死一・二塁から逆転サヨナラ三塁打              | 今宮健太             | ソフトバンク         | 6月12日対中日4回戦、9回裏二死二・三塁から逆転サヨナラ二塁打                                |
| 2014 | 7月      | 福留孝介           | 阪神               | 7月22日対巨人14回戦、12回裏二死からサヨナラソロ本塁打                     | 斉藤彰吾             | 西武                 | 7月2日対日本ハム10回戦、9回裏二死二・三塁から逆転サヨナラ3点本塁打                         |
| 2014 | 8月      | J.ロペス           | 巨人               | 8月26日対阪神19回戦、9回裏二死二塁からサヨナラ安打                        | 田村龍弘             | ロッテ               | 8月19日対オリックス15回戦、9回裏二死二塁からサヨナラ安打                                   |
| 2014 | 9月      | T.ブランコ         | DeNA               | 9月23日対阪神20回戦、9回裏一死一塁から逆転サヨナラ2点本塁打               | 松井稼頭央           | 楽天                 | 9月8日対オリックス18回戦、9回裏無死一塁から逆転サヨナラ本塁打                              |
| 2015 | 3・4月   | 平田良介           | 中日               | 4月15日対阪神5回戦、9回裏二死二塁からサヨナラ二塁打                       | 松田宣浩             | ソフトバンク         | 4月2日対オリックス3回戦、10回裏一死からサヨナラソロ本塁打                                  |
| 2015 | 5月      | 福留孝介           | 阪神               | 5月27日対楽天2回戦、11回裏二死一塁からサヨナラ2点本塁打                   | 中川大志             | 楽天                 | 5月31日対巨人3回戦、10回裏無死からサヨナラソロ本塁打                                       |
| 2015 | 6月      | 井端弘和           | 巨人               | 6月3日対オリックス2回戦、9回裏一死二・三塁から代打サヨナラ安打            | 吉田裕太             | ロッテ               | 6月14日対巨人3回戦、9回裏二死満塁からサヨナラ安打                                          |
| 2015 | 7月      | 藤井淳志           | 中日               | 7月12日対広島13回戦、12回裏二死一塁からサヨナラ2点本塁打                  | 中村剛也             | 西武                 | 7月14日対楽天12回戦、10回裏二死一・二塁からサヨナラ3点本塁打                               |
| 2015 | 8月      | 坂本勇人           | 巨人               | 8月1日対中日16回戦、9回裏一死満塁から逆転サヨナラ二塁打                   | 柳田悠岐             | ソフトバンク         | 8月11日対オリックス17回戦、9回裏二死一・二塁から逆転サヨナラ3点本塁打                      |
| 2015 | 9月      | 中村悠平           | ヤクルト           | 9月15日対DeNA23回戦、9回裏二死三塁からサヨナラ安打                        | B.レアード           | 日本ハム             | 9月22日対ソフトバンク23回戦、9回裏無死一塁から逆転サヨナラ2点本塁打                        |
| 2016 | 3・4月   | 杉山翔大           | 中日               | 4月16日対阪神5回戦、9回裏一死満塁から逆転サヨナラ二塁打                   | 吉村裕基             | ソフトバンク         | 4月17日対楽天5回戦、12回裏無死一塁からサヨナラ2点本塁打                                    |
| 2016 | 5月      | 坂本勇人           | 巨人               | 5月13日対ヤクルト10回戦、12回裏二死一・二塁から逆転サヨナラ二塁打         | 井口資仁             | ロッテ               | 5月14日対楽天9回戦、10回裏二死二・三塁からサヨナラ安打                                     |
| 2016 | 6月      | 鈴木誠也           | 広島               | 6月18日対オリックス2回戦、9回裏一死一・三塁から逆転サヨナラ3点本塁打      | B.レアード           | 日本ハム             | 6月10日対阪神1回戦、無死一塁から逆転サヨナラ2点本塁打                                      |
| 2016 | 7月      | 筒香嘉智           | DeNA               | 7月22日対巨人15回戦、12回裏一死からサヨナラ本塁打                         | B.レアード           | 日本ハム             | 7月10日対ロッテ14回戦、12回裏無死からサヨナラ本塁打                                        |
| 2016 | 8月      | 脇谷亮太           | 巨人               | 8月23日対広島19回戦、10回裏無死からサヨナラ本塁打                         | 森友哉               | 西武                 | 8月31日対ソフトバンク19回戦、9回裏二死一・二塁から逆転サヨナラ2点二塁打                    |
| 2016 | 9月      | ギャレット.J       | 巨人               | 9月22日対中日22回戦、9回裏二死一塁から逆転サヨナラ2点本塁打               | 細谷圭               | ロッテ               | 9月24日対オリックス24回戦、10回裏無死満塁からサヨナラ安打                                  |
| 2017 | 3・4月   | 鵜久森淳志         | ヤクルト           | 4月2日対DeNA3回戦、10回裏一死満塁から代打サヨナラ満塁本塁打               | 聖澤諒               | 楽天                 | 4月16日対日本ハム3回戦、10回裏一死一・二塁から代打サヨナラ二塁打                           |
| 2017 | 5月      | 荒木貴裕           | ヤクルト           | 5月14日対中日7回戦、9回裏二死満塁からサヨナラ満塁本塁打                   | 駿太                 | オリックス           | 5月7日対日本ハム8回戦、12回裏一死満塁からサヨナラ安打                                      |
| 2017 | 6月      | 亀井善行           | 巨人               | 6月18日対ロッテ3回戦、12回裏二死一・二塁から逆転サヨナラ3点本塁打         | 福田秀平             | ソフトバンク         | 6月25日対西武12回戦、9回裏二死一塁から逆転サヨナラ2点本塁打                                |
| 2017 | 7月      | 大松尚逸           | ヤクルト           | 7月26日対中日15回戦、10回裏一死から代打サヨナラソロ本塁打                 | J.アマダー           | 楽天                 | 7月23日対オリックス13回戦、9回裏無死からサヨナラソロ本塁打                                 |
| 2017 | 8月      | 宮﨑敏郎           | DeNA               | 8月22日対広島18回戦、9回裏無死からサヨナラソロ本塁打                      | 栗山巧               | 西武                 | 8月17日対楽天18回戦、9回裏二死一・二塁から代打サヨナラ3点本塁打                            |
| 2017 | 9・10月  | 安部友裕           | 広島               | 9月5日対阪神21回戦、9回裏一死二塁から逆転サヨナラ2点本塁打                | A.デスパイネ         | ソフトバンク         | 9月3日対楽天21回戦、9回裏二死一・二塁からサヨナラ安打                                      |
| 2018 | 3・4月   | 下水流昂           | 広島               | 4月19日対ヤクルト6回戦、12回裏二死二塁からサヨナラ安打                    | 森友哉               | 西武                 | 4月18日対日本ハム5回戦、9回裏無死満塁から逆転サヨナラ二塁打                                |
| 2018 | 5月      | 山下幸輝           | DeNA               | 5月31日対楽天2回戦、10回裏二死二塁からサヨナラ安打                        | 清田育宏             | ロッテ               | 5月24日対日本ハム12回戦、12回裏二死一・三塁からサヨナラ安打                                |
| 2018 | 6月      | 山田哲人           | ヤクルト           | 6月28日対中日11回戦、9回裏一死一・二塁からサヨナラ3点本塁打               | 上林誠知             | ソフトバンク         | 6月29日対ロッテ8回戦、9回裏二死一・三塁から逆転サヨナラ三塁打                              |
| 2018 | 7月      | 下水流昂           | 広島               | 7月20日対巨人14回戦、10回裏二死一塁から逆転サヨナラ2点本塁打              | 山下斐紹             | 楽天                 | 7月24日対日本ハム12回戦、11回裏一死一塁からサヨナラ2点本塁打                               |
| 2018 | 8月      | 鈴木誠也           | 広島               | 8月23日対ヤクルト18回戦、9回裏一死からサヨナラソロ本塁打                  | Y.グラシアル         | ソフトバンク         | 8月26日対西武18回戦、12回裏一死満塁からサヨナラ満塁本塁打                                  |
| 2018 | 9・10月  | 上田剛史           | ヤクルト           | 9月4日対中日20回戦、11回裏二死一・二塁からサヨナラ3点本塁打               | 中島宏之             | オリックス           | 9月1日対西武22回戦、9回裏無死二・三塁から逆転サヨナラ3点本塁打                             |
| 2019 | 3・4月   | 青木宣親           | ヤクルト           | 4月6日対中日2回戦、12回二死から代打サヨナラソロ本塁打                     | 中田翔               | 日本ハム             | 開幕戦である3月29日対オリックス1回戦、10回裏一死満塁からサヨナラ満塁本塁打                 |
| 2019 | 5月      | 髙山俊             | 阪神               | 5月29日対巨人9回戦、12回一死満塁から代打サヨナラ満塁本塁打                | 辰己涼介             | 楽天                 | 5月8日対ソフトバンク7回戦、9回裏一死満塁から逆転サヨナラ二塁打                             |
| 2019 | 6月      | 原口文仁           | 阪神               | 6月9日対日本ハム3回戦、9回二死一・三塁から代打逆転サヨナラ安打            | 鈴木大地             | ロッテ               | 6月16日対中日2回戦、9回二死満塁から逆転サヨナラ安打                                        |
| 2019 | 7月      | Y.ソラーテ         | 阪神               | 7月30日対中日15回戦、9回無死一塁から逆転サヨナラ2点本塁打                 | 中村剛也             | 西武                 | 7月19日対オリックス13回戦、延長11回裏一死からサヨナラソロ本塁打                            |
| 2019 | 8月      | 石川慎吾           | 巨人               | 8月24日対DeNA18回戦、11回裏無死二塁から代打としてサヨナラ2点本塁打        | 清田育宏             | ロッテ               | 8月6日対ソフトバンク16回戦、11回裏一死一塁からサヨナラ2点本塁打                            |
| 2019 | 9月      | N.ソト             | DeNA               | 9月19日対広島25回戦、延長11回裏無死一・二塁からサヨナラ3点本塁打          | E.メヒア             | 西武                 | 9月20日対楽天21回戦、9回裏一死一塁から代打サヨナラ2点本塁打                                |
| 2020 | 6・7月   | 西浦直亨           | ヤクルト           | 6月25日対阪神3回戦、9回二死一・二塁から代打逆転サヨナラ3点本塁打          | A.ロドリゲス         | オリックス           | 7月10日対日本ハム4回戦、9回裏二死一・二塁から逆転サヨナラ3点本塁打                         |
| 2020 | 8月      | 上本崇司           | 広島               | 8月28日対阪神12回戦、9回裏一死一・二塁からサヨナラ安打                    | 山川穂高             | 西武                 | 8月27日対日本ハム12回戦、9回裏一死満塁から逆転サヨナラ安打                                 |
| 2020 | 9月      | 吉川尚輝           | 巨人               | 9月22日対広島14回戦、9回裏二死三塁からサヨナラ安打                        | 茂木栄五郎           | 楽天                 | 9月11日対日本ハム16回戦、10回裏一死二塁から逆転サヨナラ2点本塁打                           |
| 2020 | 10・11月 | 高橋周平           | 中日               | 10月15日対阪神21回戦、9回裏二死二・三塁から逆転サヨナラ3点本塁打          | 井上晴哉             | ロッテ               | 10月13日対楽天19回戦、9回裏一死一塁からサヨナラ二塁打                                      |
| 2021 | 3・4月   | 亀井善行           | 巨人               | 開幕戦である3月26日対DeNA1回戦、9回裏無死から代打サヨナラソロ本塁打       | 岡大海               | ロッテ               | 4月21日対日本ハム5回戦、9回裏二死一塁から逆転サヨナラ2点本塁打                             |
| 2021 | 5月      | 岡本和真           | 巨人               | 5月9日対ヤクルト7回戦、9回裏一死一・二塁から逆転サヨナラ本塁打            | 該当者なし           | 該当者なし           | サヨナラ打が記録された試合がこの月のパ・リーグになかったため、史上初の該当者なしとなった。 |
| 2021 | 6月      | 大和               | DeNA               | 6月6日対ロッテ3回戦、9回裏二死二塁からサヨナラ二塁打                      | T-岡田               | オリックス           | 6月13日対広島3回戦、9回裏二死二塁からサヨナラ安打                                          |
| 2021 | 7・8月   | 大山悠輔           | 阪神               | 7月12日対DeNA13回戦、9回裏二死一・三塁からサヨナラ安打                    | 髙濱祐仁             | 日本ハム             | 7月6日対西武10回戦、9回裏二死一塁からサヨナラ二塁打                                        |
| 2021 | 9月      | 坂倉将吾           | 広島               | 9月7日対中日18回戦、9回裏二死一・二塁から逆転サヨナラ3点本塁打            | B.レアード           | ロッテ               | 9月10日対楽天19回戦、9回裏二死からサヨナラソロ本塁打                                       |
| 2021 | 10・11月 | 山田哲人           | ヤクルト           | 10月7日対巨人22回戦、9回裏二死二塁からサヨナラ内野安打                    | 岡大海               | ロッテ               | 10月15日対ソフトバンク22回戦、9回裏二死一塁からサヨナラ2点本塁打                           |
| 2022 | 3・4月   | 西川龍馬           | 広島               | 本拠地開幕戦である3月29日対阪神1回戦、9回裏一死満塁から逆転サヨナラ安打   | 浅村栄斗             | 楽天                 | 4月30日対ソフトバンク4回戦、11回裏二死二・三塁からサヨナラ安打                             |
| 2022 | 5月      | 山崎晃大朗         | ヤクルト           | 5月25日対日本ハム2回戦、9回裏無死二・三塁から逆転サヨナラ3点本塁打        | 栗山巧               | 西武                 | 5月29日対DeNA3回戦、9回裏無死から代打サヨナラソロ本塁打                                    |
| 2022 | 6月      | 宇草孔基           | 広島               | 6月22日対阪神10回戦、11回裏二死からサヨナラソロ本塁打                     | 島内宏明             | 楽天                 | 6月22日対日本ハム11回戦、9回裏二死一・二塁からサヨナラ3点本塁打                            |
| 2022 | 7月      | R.マクブルーム     | 広島               | 7月20日対巨人14回戦、9回裏無死一塁からサヨナラ2点本塁打                   | 髙部瑛斗             | ロッテ               | 7月21日対西武16回戦、9回裏二死満塁からサヨナラ安打                                         |
| 2022 | 8月      | 秋山翔吾           | 広島               | ピースナイターが行われた8月6日対阪神17回戦、9回裏一死二塁からサヨナラ安打 | 近藤健介             | 日本ハム             | 8月9日対西武17回戦、9回裏無死一・二塁から逆転サヨナラ3点本塁打                             |
| 2022 | 9・10月  | 丸山和郁           | ヤクルト           | 9月25日対DeNA24回戦、9回裏一死二塁から優勝を決めるサヨナラ二塁打          | 宗佑磨               | オリックス           | 9月19日対ソフトバンク25回戦、10回裏二死満塁からサヨナラ安打                                |
| 2023 | 3・4月   | 秋山翔吾           | 広島               | 4月15日対ヤクルト5回戦、9回裏二死一塁から逆転サヨナラ2点本塁打            | 清宮幸太郎           | 日本ハム             | 4月1日対楽天2回戦、10回裏無死二塁からサヨナラ安打                                          |
| 2023 | 5月      | 長岡秀樹           | ヤクルト           | 5月5日対DeNA5回戦、9回裏二死一塁から逆転サヨナラ2点本塁打                 | 紅林弘太郎           | オリックス           | 5月24日対楽天10回戦、9回裏一死一塁から逆転サヨナラ2点本塁打                                |
| 2023 | 6月      | 坂本勇人           | 巨人               | 6月16日対楽天1回戦、9回裏無死二・三塁から逆転サヨナラ3点本塁打            | 小深田大翔           | 楽天                 | 6月8日対阪神3回戦、9回裏二死一・二塁から逆転サヨナラ3点本塁打                              |
| 2023 | 7月      | 武岡龍世           | ヤクルト           | 7月17日対巨人13回戦、10回裏二死一・三塁からサヨナラ安打                   | 角中勝也             | ロッテ               | 7月24日対ソフトバンク13回戦、9回裏二死一塁から代打逆転サヨナラ2点本塁打                    |
| 2023 | 8月      | 宇佐見真吾         | 中日               | 8月13日対広島18回戦、10回裏無死からサヨナラソロ本塁打                     | 浅村栄斗             | 楽天                 | 8月30日対西武13回戦、9回裏無死一・二塁から逆転サヨナラ3点本塁打                            |
| 2023 | 9・10月  | 門脇誠             | 巨人               | 9月17日対ヤクルト23回戦、9回裏二死一・二塁からサヨナラ安打                | 万波中正             | 日本ハム             | 9月16日対ソフトバンク21回戦、9回裏一死一塁からサヨナラ2点本塁打                            |
| 2024 | 3・4月   | 細川成也           | 中日               | 4月2日対巨人1回戦、9回無死からサヨナラソロ本塁打                          | 柳田悠岐             | ソフトバンク         | 4月29日対西武6回戦、9回裏二死一・二塁から逆転サヨナラ3点本塁打                             |
| 2024 | 5月      | 吉川尚輝           | 巨人               | 5月29日対ソフトバンク2回戦、12回裏一死二塁からサヨナラ二塁打              | 若林楽人             | 西武                 | 5月1日対日本ハム5回戦、9回裏二死二塁からサヨナラ2点本塁打                                  |
| 2024 | 6月      | 丸佳浩             | 巨人               | 6月28日対広島10回戦、10回裏一死からサヨナラソロ本塁打                     | 小郷裕哉             | 楽天                 | 6月11日対巨人1回戦、9回裏二死満塁から逆転サヨナラ2点適時二塁打                             |
| 2024 | 7月      | 長岡秀樹           | ヤクルト           | 7月28日対広島14回戦、9回裏二死二・三塁から逆転サヨナラ2点適時二塁打       | 小川龍成             | ロッテ               | 7月30日対西武12回戦、9回裏二死満塁からサヨナラ内野安打                                     |
| 2024 | 8月      | 菊池涼介           | 広島               | 8月14日対DeNA19回戦、9回裏一死一・二塁から逆転サヨナラ3点本塁打           | 杉本裕太郎           | オリックス           | 8月23日対ロッテ20回戦、9回裏二死からサヨナラソロ本塁打                                     |
| 2024 | 9・10月  | オコエ瑠偉         | 巨人               | 9月7日対DeNA戦19回戦、12回裏二死からサヨナラソロ本塁打                    | 柳町達               | ソフトバンク         | 9月21日対楽天23回戦、9回裏二死一、二塁から代打逆転サヨナラ2点適時三塁打                    |

### その他
2009年の制定式の際に、清原和博が歴代最多サヨナラ安打、サヨナラ本塁打の記録保持者としての功績を讃え、制定記念の表彰を受けている。

## 主な記録
年間大賞
- 最多受賞者：長野久義（2011年、2013年）、松田宣浩（2011年、2014年）

月間賞